# Pinoyscincus coxi
Pinoyscincus coxi là một loài thằn lằn trong họ Scincidae. Loài này được Taylor mô tả khoa học đầu tiên năm 1915.